# National Napalm Syndicate
National Napalm Syndicate ist eine finnische Speed- und Thrash-Metal-Band aus Pudasjärvi, die im Jahr 1986 unter dem Namen National Napalm Storm gegründet, 1991 aufgelöst und 2002 neu gegründet wurde. Sie zählt zu den ersten finnischen Vertretern des Genres.

## Geschichte
Die Band wurde im Jahr 1986 gegründet. Anfangs spielte die Band Coverversionen von Metallicas Album Kill ’Em All und Exodus’ Bonded by Blood, bis die Band sich entschloss eigene Lieder zu schreiben. Nach einigen Besetzungswechseln und die Veröffentlichung von einigen Demos, erreichte die Band einen Vertrag bei EMI, worüber die Band ihr Debütalbum National Napalm Syndicate im Jahr 1989 veröffentlichte. Die Band spielte viele Auftritte in Finnland, zusammen mit anderen Bands wie A.R.G. und Stone. Die Band trennte sich im Jahr 1991. Bassist Juha Vuorma wurde in dieser Zeit Coverdesigner und gestaltete Albumcover für Bands wie A.R.G., Autopsy, Whiplash und Unholy.
Im Jahr 2002 fand die Band wieder zusammen. Einzige Originalmitglieder waren die Gitarristen Markku Jokikokko und Jukka Kyro. Neue Mitglieder waren Schlagzeuger Jari Kaiponen, Bassist Tero Nevala und Sänger Ile Järvenpää. Jokikokko und Kyro begannen mit dem Schreiben von neuen Liedern, sodass in den Jahren 2003 und 2004 je ein Demo veröffentlicht wurde. Außerdem spielte die Band wieder erstmals Live-Auftritte. Im Februar und März 2005 ging die Band zusammen mit Sacred Crucifix und Maple Cross auf Tour durch Finnland. Im Mai begab sich die Band in das Hellgate Studio, um ein weiteres Album aufzunehmen. Danach spielte die Band auf dem Tuska Open Air Metal Festival und dem Jalometali. Außerdem hielt die Band eine Tour durch den Norden Finnlands mit Sethery und Sacred Crucifix. Danach beendete die Gruppe die Aufnahmen im Tonebox Studio mit Produzent Kari Vahakuopus und im Finnvox Studio. Das Album Resurrection of the Wicked erschien im Jahr 2006 über Poison Arrow Records in Finnland und über Trinity Records in Asien. In den Jahren 2006 und 2007 folgten diverse Auftritte in Finnland. 2007 erschien die Kompilation The Birth, Death and Resurrection über EMI. Darauf waren die ersten beiden Alben, bisher unveröffentlichtes Material, sowie einige Coverversionen enthalten. Im Sommer 2007 nahm die Band ein weiteres Album im Hellgate Studio auf, das im Jahr 2009 unter dem Namen Devolution of Species veröffentlicht wurde.

## Stil
Die Band spielt klassischen, schnell gespielten Thrash Metal, der mit den Werken von anderen Bands wie Solitaire und The Scourger vergleichbar ist.

## Diskografie
- 1987: Painful Ten Hours (Demo, Eigenveröffentlichung)
- 1988: Demo II 1988 (Demo, Eigenveröffentlichung)
- 1988: At the Time of the Fullmoon (Demo, Eigenveröffentlichung)
- 1989: Demo 1989 (Demo, Eigenveröffentlichung)
- 1989: National Napalm Syndicate (Album, EMI)
- 2003: Promo 2003 (Demo, Eigenveröffentlichung)
- 2004: Demo 2004 (Demo, Eigenveröffentlichung)
- 2005: Creatures from the North (Split mit Maple Cross und Sacred Crucifix, Verikauha Records)
- 2006: Resurrection of the Wicked (Album, Poison Arrow Records (Finnland), Trinity Records (Asien))
- 2006: Thrashing Relics Vol. 1 (Split mit Mengele, Morphosis und Lycantrophy, Bestial Burst Records)
- 2007: The Birth, Death and Resurrection (Kompilation, Poison Arrow Records)
- 2009: Devolution of Species (Album, Violent Journey Records)
- 2014: Lex Talionis (EP, Violent Journey Records)
- 2018: Time Is the Fire (Album, Iron Shield Records)
- 2022: The New Hell (Album, Iron Shield Records)